# All I Want for Christmas Is You
«All I Want for Christmas Is You» (с англ. — «Всё, что я хочу на Рождество — это ты») — песня, написанная американской певицей Мэрайей Кэри и Уолтером Афанасьеффом для четвёртого студийного альбома Кэри Merry Christmas, ставшего первым рождественским релизом в карьере исполнительницы.
Песня имела коммерческий успех, возглавив хит-парады Венгрии, Испании, Нидерландов, Норвегии, Словении, Чехии, а также достигнув позиции № 2 в Австралии, Великобритании и Японии. С глобальными продажами более 16 млн копий во всём мире песня к 2013 году стала 11-м бестселлером всех времён в мире. К 2017 году песня заработала на роялти 60 млн долларов. В декабре 2019 года впервые возглавила хит-парад музыкальных продаж в США, спустя 25 лет после выпуска.
В январе и декабре 2020, в январе и декабре 2021 года и в январе 2022 года песня снова поднималась на первое место в чарте Hot 100, став первым хитом в истории, которому удалось возглавлять американский хит-парад в четыре разных года (2019, 2020, 2021 и 2022), также как и первой праздничной рождественской песней, пробывшей на вершине хит-парада 8 недель.

## Предыстория
После череды коммерчески успешных студийных альбомов, лейбл Мэрайи — Columbia Records выдвинул идею записи рождественского альбома. На тот момент, по мнению руководства Columbia, Кэри считалась поп-певицей. С записью праздничного альбома планировалось увеличить целевую аудиторию Мэрайи, сделать из неё масштабного эстрадного артиста. Поскольку Рождество всегда являлось любимым праздником Мэрайи, она согласилась на запись данной пластинки.
После того как Моттола проявил настойчивость, Кэри и Афанасьев начали сочинять песни для альбома Merry Christmas в середине 1994 года. Кэри украсила дом, который она делила с Моттолой, рождественскими украшениями, чувствуя, что сможет проникнуться духом праздника и сделать свое выступление более аутентичным. Песня «All I Want for Christmas Is You» была записана в августе того года, и на ее написание и сочинение у Кэри и Афанасьева ушло в общей сложности 15 минут.

## Отзывы критиков
«All I Want for Christmas Is You» была восторженно принята музыкальными критиками. Рош Парисен из AllMusic посчитал, что песня «хорошо составлена», похвалив инструментальную часть и мелодию. Стив Морс, редактор The Boston Globe, написал в своей рецензии, что Кэри вложила душу, исполнив данную песню.
В 2010 году журнал Rolling Stone поместило «All I Want for Christmas Is You» на четвёртое место в рейтинге «Величайшие рождественские песни эры рок-н-ролла», назвав песню «праздничным стандартом».

## Живые выступления
Кэри выступала с композицией «All I Want for Christmas Is You» как в рамках мировых турне, так и на телевизионных программах. Композиция вошла в сет-лист японской части тура Daydream World Tour (1996), Butterfly World Tour (1998), Charmbracelet World Tour (2002-03), The Adventures of Mimi (2006). 19 декабря 2019 года Кэри исполнила «All I Want for Christmas Is You» на вечернем телешоу Джеймса Кордена The Late Late Show вместе с дуэтом юных танцовщиц-эльфов с леденцами в руках и группой парней в форме игрушечных солдатиков. А затем евангелический хор в красных одеждах ринулся на сцену, начался снег и все вместе исполнили финальный припев песни.

## Музыкальное видео
Было снято четыре музыкальных видео для песни «All I Want for Christmas Is You». Первое, снятое в стиле домашнего видео с использованием Super-8 мм; его режиссёром стала сама Кэри и сделано оно было в рождественские праздники 1993 года. Видео начинается с того, что Кэри вешает праздничные украшения на новогоднюю ёлку и резвится на снежных горных склонах. Кадры на открытом воздухе были сняты в Сказочном лесу в Нью-Джерси, где тогдашний муж Кэри Томми Моттола сыграл эпизодическую роль Санта-Клауса. Далее идут сцены Кэри, готовящейся к её фотосессии для обложки альбома и проводящей время с её собакой Джеком. В заключение Санта-Клаус покидает Кэри с сумкой подарков и машет на прощание. К декабрю 2019 года его просмотрели более 600 млн раз YouTube. В альтернативном видеоклипе песни, вдохновленном группой Ronettes, Кэри танцует в студии в стиле 1960-х годов под влиянием танцоров гоу-гоу. Для создания образа и духа времени 1960-х годов, видео было снято в черно-белом цвете, а Кэри в белых сапогах и с подстриженными волосами. Это видео было также поставлено самой Кэри. Позднее было ещё две версии с изменениями этого видео. В 2019 году, вместе с выпуском роскошного делюксового издания её альбома Merry Christmas, посвящённого его 25-летию, она выпустила новое музыкальное видео на песню режиссера Джозефа Кана с неизданными кадрами. 20 декабря 2019 года в честь 25-летнего юбилея рождественского хита вышел новый, снятый в студии видеоклип песни «All I Want for Christmas Is You», который был загружен на аккаунт певицы на канале Youtube.

## Коммерческий успех

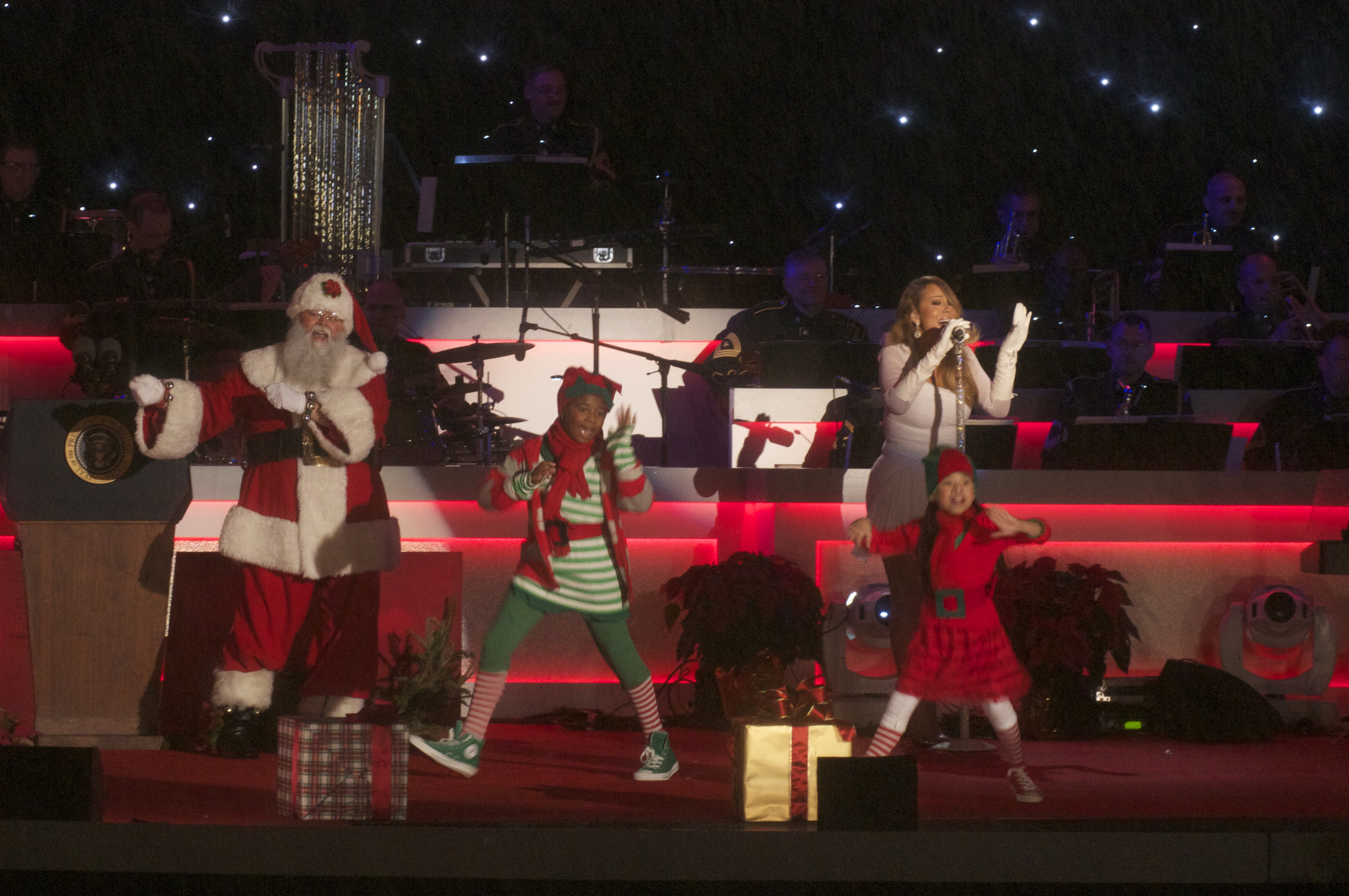
Выступление на церемонии National Christmas Tree около Белого Дома, Вашингтон, 6 декабря 2013

«All I Want for Christmas Is You» ежегодно входит в мировые хит-парады перед рождественскими праздниками. В декабре 2017 года песня достигла позиции № 9 в основном американском чарте Billboard Hot 100, впервые войдя в лучшую десятку хитов с момента релиза в 1994 году и став 28-м хитом певицы в Top 10. Глобальные продажи по всему миру составили 16 млн копий, что сделало эту песню самой международно-успешной для Кэри и 11-м мировым бестселлером всех времён в целом. К 2017 году песня заработала на роялти $60 млн.
В США в январе 1995 года песня «All I Want for Christmas Is You» достигла № 6 в чарте Billboard Hot Adult Contemporary и позиции № 12 в радиоэфирном хит-параде Hot 100 Airplay. Песня снова попала в эти чарты в декабре 1995 и декабре 1996 года. Однако, песня не попала в основной американский хит-парад Billboard Hot 100 в период оригинального релиза, так как не было коммерческого выхода в качестве сингла. После отмены этого правила в 1998 году песня попала в Billboard Hot 100, достигнув № 83 в январе 2000 году. Песня возглавляла Billboard Hot Digital Songs в декабре 2005 года. В декабре 2018 года песня достигла третьего места в Billboard Hot 100, своего высшего положения в чарте за всё время релиза и впервые за два десятилетия со дня первого входа в 1994 году. Однако, уже через неделю сингл поставил своеобразный антирекорд: он сразу выпал не только из десятки лучших, но и из всего Hot 100. Ранее самый худший в 60-летней истории чарта результат был только в виде выпадения с четвёртого места: песня «Purple Rain» Принса в мае 2016 сразу после смерти певца (хотя ранее в 1984 году она достигала и второго места).
21 декабря 2019 года спустя 25 лет после дебюта песня «All I Want for Christmas Is You» впервые возглавила американский хит-парад Billboard Hot 100 и стала 19-м чарттоппером певицы в Hot 100 (увеличение рекорда для сольных исполнителей). Среди лидеров здесь The Beatles (20), Кэри (19), Рианна (14), Майкл Джексон (13), Мадонна (12) и The Supremes (12). Ещё один рекорд она увеличила: 80 недель на первом месте, а далее следуют Рианна (60), The Beatles (59), Boyz II Men (50) и Drake (49). Кроме того, новое достижение позволило Кэри войти в элитный клуб исполнителей, которые возглавляли чарт три десятилетия подряд: 1990-е (14), 2000-е (4) и 2010-е (1). Ранее этим достижением обладали только трое: Кристина Агилера, Бритни Спирс и Ашер. Также «All I Want For Christmas Is You» возглавил Hot 100 в США (с показателем 45,6 млн потоков-стримов и 27,000 цифровых продаж) спустя 25 лет после дебюта и спустя 35 недель нахождения в чарте, побив два абсолютных рекорда самого медленного и долгого восхождения на вершину. Прошлое достижение было у песни «Macarena (Bayside Boys Remix)» в исполнении дуэта Los del Río, которая достигла первого места в августе 1996 года спустя 33 недели нахождения в хит-параде.
«All I Want for Christmas Is You» стал бестселлером в Японии. Песня стала главной темой в популярной драме 29-sai no Christmas (яп. 29才のクリスマス, lit. "Christmas in 29 Years, 29th Christmas") под названием Koibito-tachi no Christmas (яп. 恋人たちのクリスマス, lit. "Lovers' Christmas"). Тираж в Японии составил 1,1 млн копий. В 2010 году снова вошла в чарт, достигнув позиции № 6 в хит-параде Japan Hot 100. Сингл был сертифицирован в статусе Million award Recording Industry Association of Japan (RIAJ) в двух разных форматах (компакт-диски и рингтоны), в 1994 и 2008 годах соответственно.

## Признание
В 2010 году газета The Daily Telegraph назвала «All I Want for Christmas Is You» наиболее популярной и наиболее проигрываемой рождественской песней всего десятилетия в Великобритании, а в 2015 году издание «Fairytale of New York» назвало её наиболее проигрываемой рождественской песней Великобритании в XXI столетии. Журнал Rolling Stone поставил песню на четвёртое место в своём списке Greatest Rock and Roll Christmas Songs, назвав её праздничным стандартом (англ. «holiday standard»). В Великобритании в ходе широкого опроса, проведённого каналом ITV в декабре 2012 года песня была избрана пятой среди всех The Nation’s Favourite Christmas Song. Из-за продолжительного влияния и популярности песни певицу назвали «Королевой Рождества» (Queen of Christmas), титул, который она не решилась принять. «Я не принимаю это имя, потому что чувствую, что оно [слишком велико]», — сказала она. «Я смиренно благодарю их, и к тому же, у меня есть необыкновенная любовь к курортному сезону, и это лучшее время года».
24 ноября 2019 года песня поставила три рекорда, занесённых в Guinness World Records: как один из лучших и признанных новогодних бестселлеров, за наибольшее число потоков прослушивания на канале Spotify за 24 часа среди женщин (10 819 009 стримов в декабре 2018) и за наибольшее число недель, проведённых в британской лучшей десятке хитов UK Singles Chart Top 10 среди рождественских песен (20).

## Обвинение в плагиате
В 2022 году автор песен Энди Стоун обратился в Окружной суд США в Восточном округе Луизианы с иском о нарушении авторских прав. По словам истца, он записал песню с таким же названием в 1989 году его группой Vince Vance and the Valiants, в 1993 году она транслировалась на радио, тогда же на неё был снят видеоклип. Хотя песни звучат по-разному, Стоун потребовал взыскать с исполнительницы компенсацию в размере 20 млн долларов за использование придуманного им названия без согласования с ним. Однако, через некоторое время Энди Стоун отозвал свой иск. 1 ноября 2023 года он снова подал в суд.

## Чарты
| Чарт (1994—2022)                           | Высшая позиция |
| ------------------------------------------ | -------------- |
| Австралия (ARIA)                           | 1              |
| Австрия (Ö3 Austria Top 40)                | 1              |
| Бельгия/Фландрия (Ultratop 50)             | 5              |
| Бразилия (Hot 100 Airplay)                 | 3              |
| Канада (Billboard Canadian Hot 100)        | 1              |
| СНГ (TopHit)                               | 62             |
| Чехия (Rádio — Top 100)                    | 14             |
| Чехия (Singles Digitál Top 100)            | 1              |
| Дания (Tracklisten)                        | 1              |
| Эстония (Eesti Ekspress)                   | 3              |
| Европа (European Hot 100 Singles)          | 4              |
| Финляндия (Suomen virallinen lista)        | 1              |
| Франция (SNEP)                             | 1              |
| Германия (GfK)                             | 1              |
| Мир (Billboard Global 200)                 | 1              |
| Греция (Digital Songs, Billboard)          | 1              |
| Венгрия (Rádiós Top 40)                    | 26             |
| Венгрия (Single Top 40)                    | 1              |
| Венгрия (Stream Top 40)                    | 1              |
| Исландия (Íslenski Listinn Topp 40)        | 1              |
| Ирландия (IRMA)                            | 3              |
| Италия (FIMI)                              | 1              |
| Япония (Oricon Singles Chart)              | 2              |
| Япония (Japan Hot 100)                     | 6              |
| Япония (Hot Overseas, Billboard)           | 1              |
| Латвия (LAIPA)                             | 1              |
| Литва (AGATA)                              | 1              |
| Малайзия (RIM)                             | 9              |
| Нидерланды (Dutch Top 40)                  | 5              |
| Нидерланды (Single Top 100)                | 1              |
| Новая Зеландия (Recorded Music NZ)         | 1              |
| Норвегия (VG-lista)                        | 1              |
| Польша (Polish Airplay Top 100)            | 7              |
| Португалия (AFP)                           | 1              |
| Шотландия (OCC Scotland)                   | 2              |
| Сингапур (RIAS)                            | 1              |
| Словакия (Rádio — Top 100)                 | 12             |
| Словакия (Singles Digitál Top 100)         | 1              |
| Словения (SloTop50)                        | 1              |
| Южная Корея (Gaon)                         | 2              |
| Испания (PROMUSICAE)                       | 3              |
| Швеция (Sverigetopplistan)                 | 1              |
| Швейцария (Schweizer Hitparade)            | 1              |
| Великобритания (OCC UK Singles)            | 1              |
| Великобритания (OCC UK Hip Hop/R&B)        | 1              |
| США (Billboard Hot 100) ·                  | 1              |
| США (Billboard Adult Contemporary)         | 6              |
| США (Billboard Adult Pop Airplay)          | 27             |
| США (Holiday 100, Billboard)               | 1              |
| США (Billboard Pop Airplay)                | 9              |
| США (R&B/Hip-Hop Digital Songs, Billboard) | 4              |
| США (Billboard Rhythmic)                   | 14             |
| США, Rolling Stone Top 100                 | 1              |

| Чарт (1994)                                           | Позиция |
| ----------------------------------------------------- | ------- |
| Нидерланды (Dutch Top 40)                             | 204     |
| Великобритания (Official Charts Company)              | 14      |
| Чарт (1995)                                           | Позиция |
| Нидерланды (Dutch Top 40)                             | 202     |
| Чарт (2016)                                           | Позиция |
| Венгрия (MAHASZ)                                      | 6       |
| Южная Корея South Korean International Singles (Gaon) | 98      |
| Чарт (2020)                                           | Позиция |
| Австрия (Ö3 Austria Top 40)                           | 71      |
| Канада (Canadian Hot 100)                             | 72      |
| Венгрия (Single Top 40)                               | 22      |
| Венгрия (Stream Top 40)                               | 60      |
| Швейцария (Schweizer Hitparade)                       | 73      |
| Великобритания (UK Singles, OCC)                      | 53      |
| США (Billboard Hot 100)                               | 67      |
| Чарт (2021)                                           | Позиция |
| Австрия (Ö3 Austria Top 40)                           | 69      |
| Канада (Canadian Hot 100)                             | 71      |
| Германия (Official German Charts)                     | 52      |
| Мир (Global 200, Billboard)                           | 90      |
| Швейцария (Schweizer Hitparade)                       | 86      |
| Великобритания (UK Singles, OCC)                      | 37      |
| США (Billboard Hot 100)                               | 78      |
| Чарт (2022)                                           | Позиция |
| Канада (Canadian Hot 100)                             | 71      |
| Мир (Global 200, Billboard)                           | 88      |
| США (Billboard Hot 100)                               | 65      |

| Чарт (2000—2009)                  | Позиция |
| --------------------------------- | ------- |
| Австрия (Ö3 Austria Top 40)       | 7       |
| Великобритания (UK Holiday Songs) | 1       |
| Чарт (2010—2019)                  | Позиция |
| Великобритания (UK Singles, OCC)  | 77      |

| Чарт                             | Позиция |
| -------------------------------- | ------- |
| Великобритания (UK Singles, OCC) | 84      |
| США (US Holiday 100, Billboard)  | 1       |

## Сертификации и продажи
| Регион | Сертификация  | Продажи    |
| --- | ------------- | ---------- |
| Австралия (ARIA) | 9× Платиновый | 630 000    |
| Бельгия (BEA) | Золотой       | 10 000     |
| Бразилия (ABPD) | Платиновый    | 60 000     |
| Канада (Music Canada) | 7× Платиновый | 560 000    |
| Дания (IFPI Danmark) | 4× Платиновый | 360 000    |
| Германия (BVMI) | 2× Платиновый | 1 000 000  |
| Италия (FIMI) | 4× Платиновый | 280 000    |
| Япония (RIAJ) · Physical sales | Миллионный    | 1,100,000^ |
| Новая Зеландия (RMNZ) | 5× Платиновый | 150 000    |
| Норвегия (IFPI Norway) | 4× Платиновый | 240 000    |
| Португалия (AFP) | 2× Платиновый | 20 000     |
| Испания (PROMUSICAE) | 3× Платиновый | 150 000    |
| Великобритания (BPI) | 6× Платиновый | 3,600,000  |
| США (RIAA) | Бриллиантовый | 10 000 000 |
| * Данные о продажах приведены только на основе сертификации. · ^ Данные о тиражах приведены только на основе сертификации. · Данные о продажах + прослушиваниях приведены только на основе сертификации. |               |            |

## Версия Мэрайи Кэри и Джастина Бибера
«All I Want for Christmas Is You (SuperFestive!)» — дуэт Мэрайи Кэри и канадского певца Джастина Бибера. Песня была записана для праздничного второго студийного альбома Бибера Under the Mistletoe (2011) и вышла радиоэфирным синглом в Италии 9 декабря 2011 года. Музыкальное видео для этого дуэта было снято в супермаркете Macy's в Нью-Йорке и показывает как Бибер с друзьями покупает там подарки, а Кэри поёт на заднем плане. В декабре 2019 Кэри выпустила новое музыкальное видео по причине 25-летия этой песни.

### Чарты
| Чарт (2011—12)                             | Высшая позиция |
| ------------------------------------------ | -------------- |
| Бельгия/Фландрия (Ultratip Bubbling Under) | 35             |
| Канада (Billboard Canadian Hot 100)        | 61             |
| Япония (Billboard Japan Hot 100)           | 19             |
| Норвегия (VG-lista)                        | 2              |
| Испания (PROMUSICAE)                       | 34             |
| UK Singles (Official Charts Company)       | 148            |
| США (Billboard Hot 100)                    | 86             |
| США (Billboard Adult Contemporary)         | 3              |
| США, Holiday Songs (Billboard)             | 20             |

## Кавер-версии
- Шанайя Твейн (live performance, 1998)[152]
- Samantha Mumba (Samantha Sings Christmas EP, 2001)[153]
- Оливия Олсон (Love Actually: Original Motion Picture Soundtrack, 2003)[154]
- My Chemical Romance («Kevin and Bean's Christmastime in the 909», 2004)
- The Cheetah Girls (Cheetah-licious Christmas, 2005)[155]
- Agnes Carlsson and Måns Zelmerlöw (2007)[156]
- Майли Сайрус (live performance, 2007)[157]
- Same Difference (live performance, 2007)[158]
- Джон Мейер (live performance, 2008)[159]
- Suemitsu & the Suemith (Best Angle for the Pianist: Suemitsu & the Suemith 05-08, 2008)[160]
- Whitney Duncan (2008)[161]
- Кэти Армиджер (2008)[162]
- Александра Берк (live performance, 2009)[159]
- Dave Barnes (Very Merry Christmas, 2010)[163]
- Big Time Rush and Miranda Cosgrove (Holiday Bundle, 2010)[164]
- Lady Antebellum (A Merry Little Christmas, 2010)[165]
  - US Billboard Hot Country Songs — No. 57[166]
- Jessica Mauboy (All I Want for Christmas, 2010)[167]
- May J. (Believin'…, 2010)[168]
- Newsboys (Christmas! A Newsboys Holiday, 2010)[169]
- Nota (Nota’s A Capella Christmas, 2010)[170]
- Bowling for Soup (Merry Flippin' Christmas, Vol. 1 and 2, 2011)[171]
- Майкл Бублей (Christmas, 2011)[172]
- Amber Riley (Glee: The Music, The Christmas Album Volume 2, 2011)[173]
- Tiffany Alvord (2012)[174]
- Деми Ловато (live performance, 2012)[175]
- Ариана Гранде — (live performance, 2012)[176]
- Cee Lo Green (Cee Lo's Magic Moment, 2012)[177]
- Quietdrive (2012)[178]
- Atomic Tom (2013)[179]
- Ayahi Takagaki (melodia 2, 2013)[180]
- Park Bom & Lee Hi (2013)[181]
- The Electrical Fire (2013)[182]
- Jim Brickman (2014)[183]
- Fifth Harmony (I’ll Be Home for Christmas, 2014)[184]
- The McClymonts (2014)[185]
- Idina Menzel (Holiday Wishes, 2014)[186]
- Tal Wilkenfeld (2014)[187]
- Ten Second Songs (Anthony Vincent) («All I Want for Christmas Is You» in 20 Different Styles, 2014)[188][189]
- Batfoot! (Punk Rock Christmas, 2015)
- Paula Arenas (2013)[190]
- Ali Brustofski (2015)[191]
- Steve Grand (Music video, 2015)[192]
- Chase Holfelder (2015)[193]
- Кайли Миноуг и Mumford & Sons (live performance, 2015)[194]
- The Girl and the Dreamcatcher (2015)[195]
- Saara Aalto (The X Factor, 2016)[196]
- Cosmic Girls (JUSE TV, 2016)[197]
- Steve Grand (2016)[198]
- Karmin (2016)[199]
- She & Him (Christmas Party, 2016)[200]
- Straight No Chaser (I’ll Have Another…Christmas Album, 2016)[201]
- The Darcys (2016)[202]
- The Dollyrots (2016)[203]
- Hanson (Finally It’s Christmas, 2017)[204]

- Линдси Стирлинг (Warmer in the Winter, 2017)[205]
- Lena (Sing meinen Song — Das Weihnachtskonzert, 2017)[206]
- Out of the Blue (2017)[207]